# Projekt 537
Projekt 537 Osminog (v kódu NATO třída Elbrus) je třída záchranných lodí ponorek postavených pro sovětské námořnictvo. Mezi hlavní úkoly třídy patří záchrana posádek lodí v potížích, nebo vyhledávání potopených ponorek a záchrana jejich posádek. Jsou to zdaleka největší záchranné lodě ponorek na světě.

## Stavba
Obě dvě jednotky této třídy postavila černomořská loděnice v Nikolajevu.
Jednotky projektu 537:
| Jméno  | Založení kýlu | Spuštěna | Vstup do služby   | Status        |
| ------ | ------------- | -------- | ----------------- | ------------- |
| Elbrus | 1974          | 1976     | 28. prosince 1980 | vyřazena 1997 |
| Alagez | 1979          | 1984     | 28. ledna 1989    | aktivní       |

## Konstrukce
Plavidla nesou dvě hlubokomořská záchranná plavidla projektu 1837 nebo projektu 1855, jednu dálkově ovládanou miniponorku projektu 1839, nebo jednu výzkumnou miniponorku projektu 1832. Plavidla jsou vyzbrojena čtyřmi 30mm kanóny AK-630M. Z plavidla operují dva vrtulníky Kamov Ka-27PS. Nejvyšší rychlost dosahuje 20 uzlů. Dosah je 15 000 námořních mil při rychlosti 10 uzlů.

## Operační služba
Pro záchranné plavidlo Elbrus bylo vyřazeno roku 1997. Druhá jednotka Alagez měla být dle plánu z 90. let sešrotována, vše se ale změnilo havárií ponorky Kursk roku 2000. Dlouhodobě neudržované plavidlo bylo opraveno a roku 2010 se vrátilo do služby. Na rok 2016 naplánována modernizace plavidla, kterou provede loděnice ve Vladivostoku.